# りらちっち
りらちっち（re:l@ch:cci..）は女性声優6人による声優ユニット。マルチックアイに所属していた。
2006年2月12日、こえっちを結成していたメンバーの中から、以下の6人によって結成された。2007年1月28日に解散。

## メンバー
- 伊藤かな恵
- 大坂有未佳
- 越智綾香
- 河津玲奈
- 栗田美穂
- 清水若菜

## ディスコグラフィ
- ピーチ・DAYS（2006年8月25日、GNCA-7910）
  1. ピーチ・DAYS
作詞：清水香里、作曲：山口朗彦、編曲：馬留梓
    - テレビドラマ『激闘!アイドル予備校』エンディングテーマ

  2. おれんじの種
作詞：清水香里、作曲：山口朗彦、編曲：馬留梓